# Nick Woltemade
Nick Woltemade (Brema, 14 febbraio 2002) è un calciatore tedesco, attaccante dello Stoccarda e della nazionale tedesca.

## Caratteristiche tecniche
Centravanti dotato di un'imponente struttura fisica ma allo stesso tempo veloce e in possesso di ottime doti tecniche, nonostante i suoi 198cm di altezza. Possiede un ottimo senso del gol e riesce a fornire un gran numero di assist grazie alla capacità di dialogare con i compagni, sfruttando la sua fisicità per il gioco di sponda. Data la sua imponente statura è soprannominato Il gigante di Brema.

## Carriera

### Club

#### Werder Brema e Elversberg
Dopo aver passato un anno nella squadra di quartiere del TS Woltmershausen, è cresciuto nel settore giovanile del Werder Brema, con cui ha esordito in prima squadra il 1º febbraio 2020 disputando l'incontro di Bundesliga perso 2-1 contro l'Augusta. Nella sua prima stagione scende in campo 6 volte, nella seconda 8 e nella terza 7, senza però mai andare in gol. Nel 2022 viene aggregato per alcuni mesi al Werder Brema II, dove gioca tre partite in Regionalliga, anche qui senza gol.
Il 30 agosto 2022 Woltemade viene ceduto in prestito all'Elversberg, militante in 3. Liga, dove inizia a mettere a referto i primi gol. Segna la prima rete in carriera nella vittoria per 1-0 contro il Bayreuth. Segna in campionato 10 gol in 31 partite, decisivi per portare in bianconeri in 2. Bundesliga. Segna anche 7 gol in 4 partite in Coppa di Germania.
Nella stagione 2023-2024, di rientro a Brema, inizia a giocare regolarmente anche in Bundesliga. Gioca 30 partite in campionato, con 2 gol, entrambi segnati nel pareggio 2-2 contro il Borussia M'gladbach.

#### Stoccarda
Il 20 maggio 2024 firma un contratto quadriennale con lo Stoccarda. Segna il suo primo gol in campionato nella sconfitta 3-2 contro l'Eintracht Francoforte. Segna 17 gol alla prima stagione, tra cui 12 in campionato e 5 in DFB-Pokal, risultati decisivo ai fini della vittoria della competizione da parte dei Die Schwaben, nella finale vinta 4-2 contro l'Arminia Bielefeld, in cui segnerà il gol che aprirà la gara.

### Nazionale

#### Nazionali giovanili
Ha giocato nelle nazionali giovanili tedesche Under-16, Under-17 e Under-20. Con la nazionale Under-21 ha disputato l'Europeo di categoria nel 2025 in Slovacchia, in cui ha realizzato 6 gol e 3 assist, divenendo sia caponannoniere che miglior assistman del torneo, con il cammino dei tedeschi che si interromperà solo nella finale persa 3-2 d.t.s contro l'Inghilterra.

#### Nazionale maggiore
Il 22 maggio 2025 viene convocato per la prima volta in nazionale maggiore dal CT Julian Nagelsmann, con cui esordisce il 4 giugno seguente nella semifinale di UEFA Nations League persa in casa per 1-2 contro il Portogallo.

## Statistiche

### Presenze e reti nei club
Statistiche aggiornate al 1° luglio 2025.
| Stagione            | Squadra             | Campionato          | Campionato | Campionato | Coppe nazionali | Coppe nazionali | Coppe nazionali | Coppe continentali | Coppe continentali | Coppe continentali | Altre coppe | Altre coppe | Altre coppe | Totale | Totale | Totale |
| Stagione            | Squadra             | Comp                | Pres       | Reti       | Comp            | Pres            | Reti            | Comp               | Pres               | Reti               | Comp        | Pres        | Reti        | Pres   | Reti   |        |
| ------------------- | ------------------- | ------------------- | ---------- | ---------- | --------------- | --------------- | --------------- | ------------------ | ------------------ | ------------------ | ----------- | ----------- | ----------- | ------ | ------ | ------ |
| 2019-2020           | Werder Brema        | BL                  | 5          | 0          | CG              | 1               | 0               | -                  | -                  | -                  | -           | -           | -           | 6      | 0      |        |
| 2020-2021           | Werder Brema        | BL                  | 6          | 0          | CG              | 2               | 0               | -                  | -                  | -                  | -           | -           | -           | 8      | 0      |        |
| 2021-2022           | Werder Brema        | 2.BL                | 7          | 0          | CG              | 0               | 0               | -                  | -                  | -                  | -           | -           | -           | 7      | 0      |        |
| 2022-2023           | Elversberg          | 3.BL                | 31         | 10         | CG              | 4               | 7               | -                  | -                  | -                  | -           | -           | -           | 35     | 17     |        |
| 2023-2024           | Werder Brema        | BL                  | 30         | 2          | CG              | 0               | 0               | -                  | -                  | -                  | -           | -           | -           | 30     | 2      |        |
| Totale Werder Brema | Totale Werder Brema | Totale Werder Brema | 48         | 2          |                 | 3               | 0               |                    | -                  | -                  |             | -           | -           | 51     | 2      |        |
| 2024-2025           | Stoccarda           | BL                  | 28         | 12         | CG              | 5               | 5               | UCL                | 0                  | 0                  | SG          | 0           | 0           | 33     | 17     |        |
| 2025-2026           | Stoccarda           | BL                  | -          | -          | CG              | -               | -               | UEL                | -                  | -                  | SG          | -           | -           | -      | -      |        |
| Totale Stoccarda    | Totale Stoccarda    | Totale Stoccarda    | 28         | 12         |                 | 5               | 5               |                    | 0                  | 0                  |             | 0           | 0           | 33     | 17     |        |
| Totale carriera     | Totale carriera     | Totale carriera     | 107        | 24         |                 | 12              | 12              |                    | 0                  | 0                  |             | 0           | 0           | 119    | 36     |        |

### Cronologia presenze e reti in nazionale
| Cronologia completa delle presenze e delle reti in nazionale ― Germania | Cronologia completa delle presenze e delle reti in nazionale ― Germania | Cronologia completa delle presenze e delle reti in nazionale ― Germania | Cronologia completa delle presenze e delle reti in nazionale ― Germania | Cronologia completa delle presenze e delle reti in nazionale ― Germania | Cronologia completa delle presenze e delle reti in nazionale ― Germania | Cronologia completa delle presenze e delle reti in nazionale ― Germania | Cronologia completa delle presenze e delle reti in nazionale ― Germania |
| Data                                                                    | Città                                                                   | In casa                                                                 | Risultato                                                               | Ospiti                                                                  | Competizione                                                            | Reti                                                                    | Note                                                                    |
| ----------------------------------------------------------------------- | ----------------------------------------------------------------------- | ----------------------------------------------------------------------- | ----------------------------------------------------------------------- | ----------------------------------------------------------------------- | ----------------------------------------------------------------------- | ----------------------------------------------------------------------- | ----------------------------------------------------------------------- |
| 4-6-2025                                                                | Monaco di Baviera                                                       | Germania                                                                | 1 – 2                                                                   | Portogallo                                                              | UEFA Nations League 2024-2025 - Semifinale                              | -                                                                       | 61’                                                                     |
| 8-6-2025                                                                | Stoccarda                                                               | Germania                                                                | 0 – 2                                                                   | Francia                                                                 | UEFA Nations League 2024-2025 - Finale 3º posto                         | -                                                                       | 46’                                                                     |
| Totale                                                                  |                                                                         | Presenze                                                                | 2                                                                       |                                                                         | Reti                                                                    | 0                                                                       |                                                                         |

| Cronologia completa delle presenze e delle reti in nazionale ― Germania under 21 | Cronologia completa delle presenze e delle reti in nazionale ― Germania under 21 | Cronologia completa delle presenze e delle reti in nazionale ― Germania under 21 | Cronologia completa delle presenze e delle reti in nazionale ― Germania under 21 | Cronologia completa delle presenze e delle reti in nazionale ― Germania under 21 | Cronologia completa delle presenze e delle reti in nazionale ― Germania under 21 | Cronologia completa delle presenze e delle reti in nazionale ― Germania under 21 | Cronologia completa delle presenze e delle reti in nazionale ― Germania under 21 |
| Data                                                                             | Città                                                                            | In casa                                                                          | Risultato                                                                        | Ospiti                                                                           | Competizione                                                                     | Reti                                                                             | Note                                                                             |
| -------------------------------------------------------------------------------- | -------------------------------------------------------------------------------- | -------------------------------------------------------------------------------- | -------------------------------------------------------------------------------- | -------------------------------------------------------------------------------- | -------------------------------------------------------------------------------- | -------------------------------------------------------------------------------- | -------------------------------------------------------------------------------- |
| 8-9-2023                                                                         | Saarbrücken                                                                      | Germania under 21                                                                | 2 – 0                                                                            | Ucraina under 21                                                                 | Amichevole                                                                       | -                                                                                | 46’                                                                              |
| 12-9-2023                                                                        | Pristina                                                                         | Kosovo under 21                                                                  | 0 – 3                                                                            | Germania under 21                                                                | Qual. Europeo Under-21 2025                                                      | -                                                                                | 66’                                                                              |
| 17-11-2023                                                                       | Paderborn                                                                        | Germania under 21                                                                | 4 – 1                                                                            | Estonia under 21                                                                 | Qual. Europeo Under-21 2025                                                      | -                                                                                | 64’                                                                              |
| 21-11-2023                                                                       | Essen                                                                            | Germania under 21                                                                | 3 – 1                                                                            | Polonia under 21                                                                 | Qual. Europeo Under-21 2025                                                      | 1                                                                                | 46’                                                                              |
| 22-3-2024                                                                        | Chemnitz                                                                         | Germania under 21                                                                | 0 – 0                                                                            | Kosovo under 21                                                                  | Qual. Europeo Under-21 2025                                                      | -                                                                                | 71’                                                                              |
| 26-3-2024                                                                        | Halle                                                                            | Germania under 21                                                                | 2 – 0                                                                            | Israele under 21                                                                 | Qual. Europeo Under-21 2025                                                      | -                                                                                | 73’                                                                              |
| 4-9-2024                                                                         | Győr                                                                             | Israele under 21                                                                 | 1 – 5                                                                            | Germania under 21                                                                | Qual. Europeo Under-21 2025                                                      | -                                                                                | 59’                                                                              |
| 10-9-2024                                                                        | Tallinn                                                                          | Estonia under 21                                                                 | 1 – 10                                                                           | Germania under 21                                                                | Qual. Europeo Under-21 2025                                                      | 2                                                                                |                                                                                  |
| 11-10-2024                                                                       | Regensburg                                                                       | Germania under 21                                                                | 2 – 1                                                                            | Bulgaria under 21                                                                | Qual. Europeo Under-21 2025                                                      | 1                                                                                |                                                                                  |
| 15-11-2024                                                                       | Aquisgrana                                                                       | Germania under 21                                                                | 3 – 0                                                                            | Danimarca under 21                                                               | Amichevole                                                                       | -                                                                                | 46’                                                                              |
| 19-11-2024                                                                       | Valenciennes                                                                     | Francia under 21                                                                 | 2 – 2                                                                            | Germania under 21                                                                | Amichevole                                                                       | -                                                                                | 86’                                                                              |
| 21-3-2025                                                                        | Trnava                                                                           | Slovacchia under 21                                                              | 0 – 1                                                                            | Germania under 21                                                                | Amichevole                                                                       | -                                                                                | 88’                                                                              |
| 25-3-2025                                                                        | Darmstadt                                                                        | Germania under 21                                                                | 3 – 1                                                                            | Spagna under 21                                                                  | Amichevole                                                                       | 3                                                                                | 89’                                                                              |
| 12-6-2025                                                                        | Nitra                                                                            | Germania under 21                                                                | 3 – 0                                                                            | Slovenia under 21                                                                | Europeo Under-21 2025 - 1º turno                                                 | 3                                                                                | 86’                                                                              |
| 15-6-2025                                                                        | Dunajská Streda                                                                  | Rep. Ceca under 21                                                               | 2 – 4                                                                            | Germania under 21                                                                | Europeo Under-21 2025 - 1º turno                                                 | 1                                                                                |                                                                                  |
| 22-6-2025                                                                        | Dunajská Streda                                                                  | Germania under 21                                                                | 3 – 2 dts                                                                        | Italia under 21                                                                  | Europeo Under-21 2025 - Quarti di finale                                         | 1                                                                                |                                                                                  |
| 25-6-2025                                                                        | Košice                                                                           | Germania under 21                                                                | 3 – 0                                                                            | Francia under 21                                                                 | Europeo Under-21 2025 - Semifinale                                               | 1                                                                                |                                                                                  |
| 28-6-2025                                                                        | Bratislava                                                                       | Inghilterra under 21                                                             | 3 – 2 dts                                                                        | Germania under 21                                                                | Europeo Under-21 2025 - Finale                                                   | -                                                                                |                                                                                  |
| Totale                                                                           |                                                                                  | Presenze                                                                         | 18                                                                               |                                                                                  | Reti                                                                             | 13                                                                               |                                                                                  |

## Palmarès

### Club

#### Competizioni nazionali
- 3. Liga: 1

Elversberg: 2022-2023
- Coppa di Germania: 1

Stoccarda: 2024-2025

### Individuale
- Capocannoniere della Coppa di Germania: 1

2024-2025 (5 gol)
- Capocannoniere dell'Europeo Under-21: 1

Slovacchia 2025 (6 gol)